# 釈迦三尊
釈迦三尊（しゃかさんぞん）は、仏教における仏像安置の形式のひとつである。飛鳥文化を代表する彫刻で、法隆寺にある本尊、聖徳太子死後の623年に妃や皇子達が鞍作止利に作らさせた。

## 概要
釈迦如来像を中尊とし、その左右に両脇侍（きょうじ）像を配した造像・安置形式を釈迦三尊と称する。両脇侍として配される尊像の種類は一定ではなく、文殊菩薩と普賢菩薩、梵天と帝釈天、薬王菩薩と薬上菩薩、金剛手菩薩と蓮華手菩薩などの例がある。金剛手菩薩・蓮華手菩薩を配する例は、インドのアジャンター石窟群第1窟などにみられる。日本では左脇侍（向かって右）に騎獅の文殊菩薩、右脇侍（向かって左）に乗象の普賢菩薩を配する例が多い。
法隆寺金堂に安置されている釈迦三尊像（国宝）の脇侍は寺伝では薬王菩薩・薬上菩薩と称している。奈良・興福寺の中金堂の本尊釈迦如来の脇侍像（鎌倉時代、重要文化財）も薬王・薬上菩薩と呼ばれている。興福寺の薬王・薬上菩薩像は、元は同寺西金堂（廃絶）の本尊釈迦如来像の脇侍だったもので、現存像は鎌倉時代の再興像であるが、奈良時代の西金堂創建時から薬王・薬上菩薩像が安置されていた。

## 宗派による違い
上記はほとんどの仏教宗派における釈迦三尊像を記述したのであるが、鎌倉新仏教のうち、禅宗・日蓮宗では、教義によって全く別の形式を取る場合がある。以下に記述する。
「一人の人間としての釈迦」を重視する臨済宗、曹洞宗、黄檗宗の禅宗各派では釈迦如来の脇侍として、菩薩ではなく羅漢を配することがある。この場合、大迦葉尊者・阿難尊者（月蓋長者・善財童子の例もある）を配し、十大弟子・十六善神・十六羅漢などが随従することがある。作例としては江戸時代に多く、江戸初期の大名だった藤堂高虎が造営した釈迦三尊像に十六羅漢が随従する京都南禅寺三門上の江戸初期の像などがある。また、江戸後期に松雲元慶が明朝様式を取り入れて彫刻した東京都目黒区の五百羅漢寺の像は、釈迦三尊像に五百羅漢が随従する異例の像であり、東京都有形文化財に指定されている。

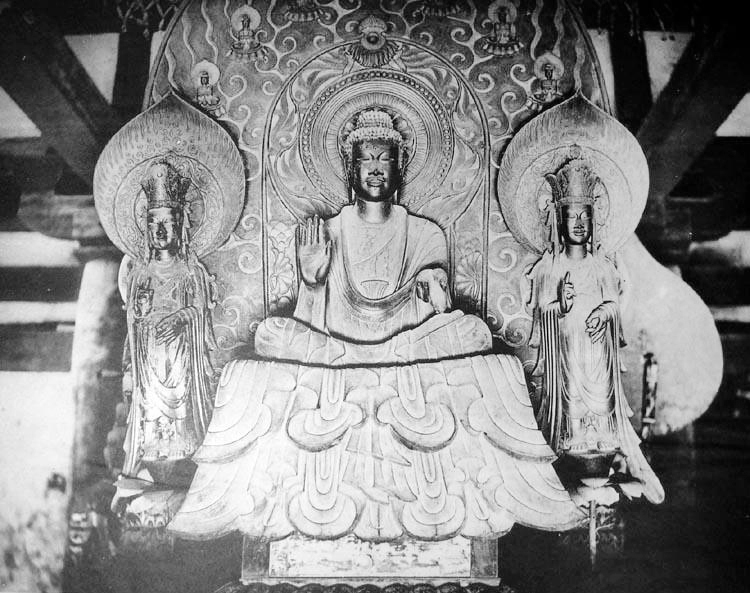
釈迦三尊像（国宝、法隆寺金堂）
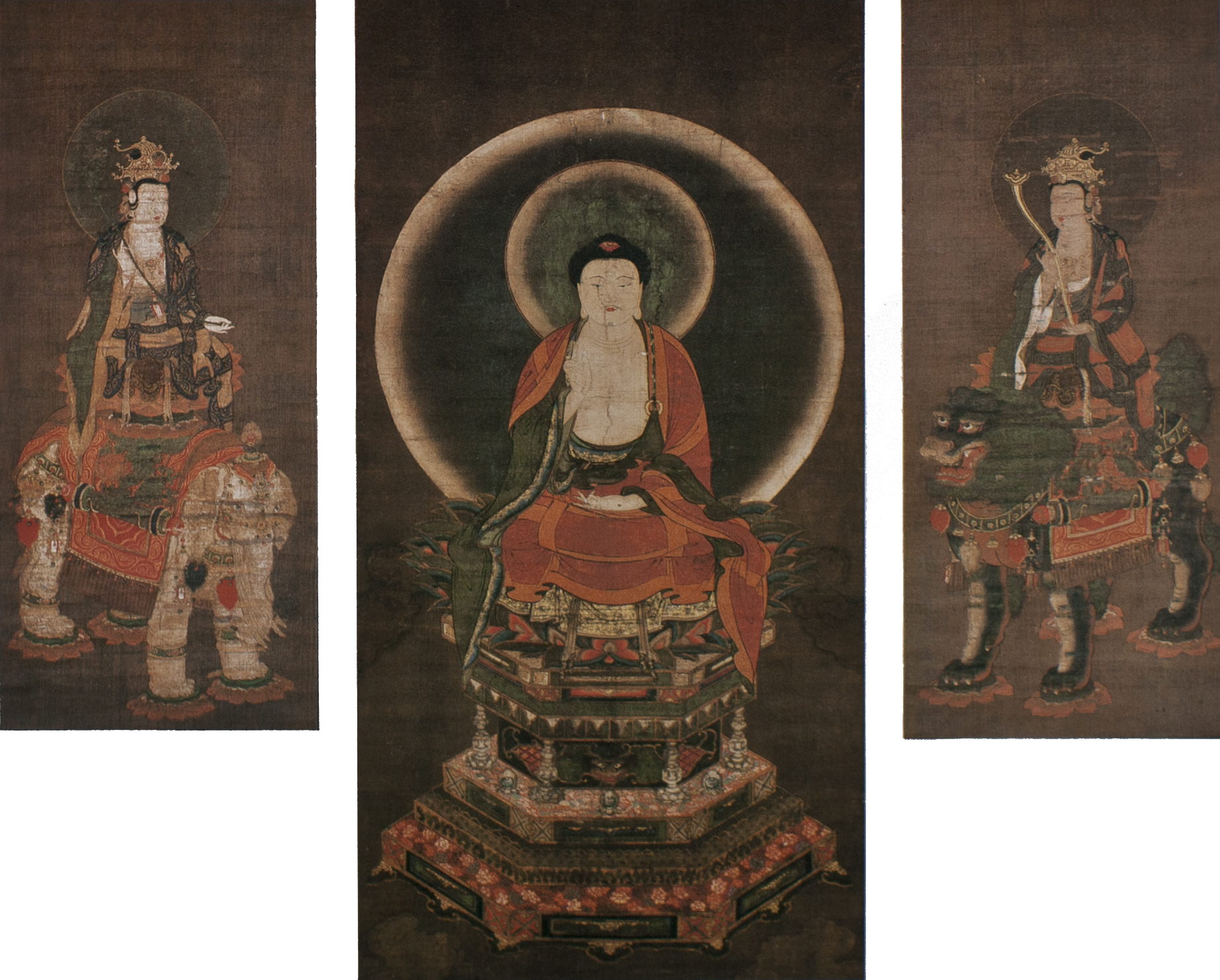
釈迦三尊像（東大寺蔵）、脇侍は文殊菩薩と普賢菩薩